# Staré Hamry
Staré Hamry är en ort i Tjeckien. Den ligger i den östra delen av landet, 300 km öster om huvudstaden Prag. Staré Hamry ligger 529 meter över havet och antalet invånare är 572.
Terrängen runt Staré Hamry är huvudsakligen lite kuperad. Staré Hamry ligger nere i en dal. Runt Staré Hamry är det mycket glesbefolkat, med 6 invånare per kvadratkilometer. Närmaste större samhälle är Frenštát pod Radhoštěm, 18,9 km väster om Staré Hamry. I omgivningarna runt Staré Hamry växer i huvudsak barrskog.